# باتي ديفيس
باتي ديفيس (بالإنجليزية: Patti Davis)‏ (و. 1952 – م) هي ممثلة، وكاتبة من الولايات المتحدة الأمريكية ولدت في لوس أنجلوس.

## روابط خارجية
- باتي ديفيس على موقع IMDb (الإنجليزية)
- باتي ديفيس على موقع الموسوعة البريطانية (الإنجليزية)
- باتي ديفيس على موقع ألو سيني (الفرنسية)
- باتي ديفيس على موقع ميوزك برينز (الإنجليزية)
- باتي ديفيس على موقع قاعدة بيانات برودواي على الإنترنت (الإنجليزية)
- باتي ديفيس على موقع إن إن دي بي (الإنجليزية)
- باتي ديفيس على موقع ديسكوغز (الإنجليزية)
- باتي ديفيس على موقع قاعدة بيانات الفيلم (الإنجليزية)
- باتي ديفيس على موقع كينوبويسك (الروسية)